# Bullet (software)
Bullet è un motore fisico che simula il rilevamento delle collisioni e la dinamica dei corpi morbidi e rigidi. È stato utilizzato nei videogiochi e per gli effetti visivi nei film. Erwin Coumans, il suo autore principale, ha vinto un Academy Award scientifico e tecnico per il suo lavoro su Bullet. Ha lavorato per Sony Computer Entertainment dal 2003 al 2010, per AMD fino al 2014, per Google fino al 2022 e ora lavora per Nvidia.
La libreria fisica Bullet è un software gratuito e open source soggetto ai termini della licenza zlib. Il codice sorgente è ospitato su GitHub; prima del 2014 era ospitato su Google Code.

## Funzionalità
Il software ha molte funzionalità che ne hanno favorito la diffusione ed adozione:
- Simulazione di corpi rigidi e corpi morbidi con rilevamento delle collisioni nel discreto e continuo.
- Le geometrie di collisione includono: sfera, parallelepipedo, cilindro, cono, corpo, convesso utilizzando GJK, mesh non convessa e triangolare.
- Supporto del corpo morbido: stoffa, corda e oggetti deformabili.
- Un ricco insieme di vincoli di corpo rigido e di corpo molle con limiti di vincolo e motori.
- Plugin per Maya, Softimage, integrati in Houdini, Cinema 4D, LightWave 3D, Blender, Godot e Poser.
- Importazione di contenuti fisici di COLLADA 1.4.
- Ottimizzazioni opzionali per PlayStation 3, Cell SPU, CUDA e OpenCL.

Il sito web Bullet ospita anche un forum di fisica  per discussioni generali sulla simulazione fisica per giochi e animazioni.
All'AMD Developer Summit (APU) nel novembre 2013 Erwin Coumans ha presentato la simulazione del corpo rigido OpenCL Bullet 3.